# Шгаршік
Це стаття про село в марзі Арагацотн. Стаття про село в марзі Сюнік — Шгаршік
Шгаршік (вірм. Շղարշիկ) — село в марзі Арагацотн, на заході Вірменії. Село розташоване за 9 км на північний схід від міста Талін, за 2 км на схід від села Єхнік, за 4 км на північний схід від села Катнахпюр, за 2 км на північ від села Ірінд та 3 км на південь від села Кармрашен. Зі сходу розташована гора Арагац.